# Cagnò
Cagnò (Nones: Cignòu, deutsch: Kanau) ist eine Fraktion der italienischen Gemeinde (comune) Novella in der Provinz Trient, Region Trentino-Südtirol.

## Geografie
Der Ort liegt etwa 36,5 Kilometer nordnordwestlich von Trient im oberen Nonstal auf 663 m s.l.m. oberhalb der Santa-Giustina-Talsperre.

## Geschichte
Cagnò war Stammsitz des später in Obermais ansässigen Adelsgeschlechts Cagno von St. Valentin, das 1428, anderen Angaben zufolge 1495 erloschen ist. Von dem Castel Cagnò blieben nur Mauerreste erhalten. Bis 2019 war der Ort eine eigenständige Gemeinde und schloss sich am 1. Januar 2020 mit den Nachbargemeinden Brez, Cloz, Revò und Romallo zur neuen Gemeinde Novella zusammen. Zum ehemaligen Gemeindegebiet von Cagnò gehörte auch der Ortsteil Frari.

## Verkehr
Durch den Ort führt die Staatsstraße SS 42 del Tonale e della Mendola von Treviglio nach Bozen.

## Sehenswürdigkeiten
- Pfarrkirche San Valentino
- Castel Cagnò, Ruine

## Persönlichkeiten
- Giovanni de Pretis (1800–1872), österreichischer Richter, Abgeordneter in der Frankfurter Nationalversammlung, wurde im Jahr 1800 in Cagnò geboren.